# António Dembo
El General António Sebastião Dembo (1944-25 de febrer de 2002) fou un combatent angolès que va ser vicepresident d'UNITA entre 1992 i 2002 i posterior President (2002) d'UNITA, un grup rebel anticomunista que va lluitar contra el MPLA a la Guerra Civil angolesa.

## Biografia
Els seus pares van ser Sebastião i Muhemba Nabuko i va néixer a Nambuangongo. Va completar la seva formació primària a Luanda, a les escoles metodistes en Muxaluando i Quimai. Va rebre la seva educació secundària en El Harrach i l'Escola Nacional d'Enginyers i Tècnics d'Algèria a Algèria.
António Dembo es va unir a UNITA el 1969. Després de viatjar per Àfrica en nom d'UNITA, va tornar a Angola el 1982, on va ser comandant del Front Nord i, posteriorment, cap de personal del Front Nord. Va ser Vicepresident de UNITA el 1992, quan es va reprendre la Guerra Civil angolesa. En aquest punt va succeir Jeremias Chitunda, que havia estat assassinat aquest mateix any pel govern angolès del Moviment Popular per a l'Alliberament d'Angola a Luanda, en l'anomenada massacre de Halloween. També va ser general a càrrec dels comandos especials de UNITA, els Tupamaros.
Després que la guerra es tornés contra UNITA entre 2001 i 2002, les forces de Dembo es van posicionar constantment en fugida de les tropes governamentals. Després de la mort del seu líder, Jonas Savimbi el 22 de febrer de 2002, Dembo es va convertir en President d'UNITA. No obstant això, Dembo també va ser ferit en aquest mateix atac que va posar fi a la vida del president Savimbi. Dembo va morir deu dies després, també afeblit per la diabetis que patia.
L'ascens al poder a UNITA per part de Dembo havia estat preordenat per Savimbi i els líders d'UNITA. El 1997, Savimbi i els dirigents d'UNITA havien nomenat Dembo successor de Savimbi en cas de mort d'aquest últim. Conseqüentment amb aquest nomenament com a successor, Dembo va assumir el lideratge d'UNITA immediatament després de la mort de Savimbi en el combat.
Després de la defunció de Dembo, el lideratge de UNITA va ser assumit per Isaías Samakuva, que havia servit com a representant d'UNITA per a Europa durant el mandat de Savimbi.